# هیروشی اوهاشی
هیروشی اوهاشی (ژاپنی: 大橋 浩司؛ زادهٔ ۲۷ اکتبر ۱۹۵۹) فوتبالیست پیشین و مربی فوتبال اهل ژاپن است.
هیروشی اوهاشی در تیم‌هایی همچون تیم ملی فوتبال زنان ژاپن مربی‌گری کرده‌است.